# Орбита Земли
Орбита Земли — траектория движения Земли вокруг Солнца на среднем расстоянии около 149,6 миллионов километров (152,1 млн км в афелии; 147,09 млн км в перигелии).
В первом приближении орбита Земли имеет форму эллипса и описывается законами Кеплера. Однако её немного возмущает притяжение остальных планет, из-за чего некоторые элементы орбиты циклически изменяются с периодом в десятки тысяч лет: эксцентриситет, наклонение, положение перигелия.
По состоянию на 2017 год эксцентриситет земной орбиты составляет 0,0167. Один орбитальный оборот, так называемый сидерический год, продолжается 365,256 суток. Барицентр Земли совершает движение с запада на восток со средней скоростью 29,78 км/c (около 107 200 км/ч), проходя путь более 940 млн км.
В современную эпоху Земля проходит перигелий в период со 2 по 5 января, афелий — с 1 по 5 июля, относительно плоскости экватора Солнца (как центрального тела Солнечной системы) перигелий Земли попадает в северное полушарие, а афелий — в южное. В эпоху 2000—2025 гг. гелиоцентрическая долгота афелия Земли, составляет примерно 103,3° и указывает на сектор Телец—Близнецы зодиакального круга. Большая ось орбиты Земли вращается вокруг Солнца в плоскости орбиты Земли (эклиптики) по часовой стрелке с точки зрения северного полюса эклиптики, со скоростью около 11,45 угловых секунд в год (потребуется 112000 лет на полный оборот). Узлы орбиты Земли (в плоскости эклиптики) на пересечении с плоскостью экватора центрального тела Солнечной системы (Солнца) также постоянно сдвигаются вокруг Солнца против часовой стрелки с точки зрения северного полюса Солнца (3,6 угловой секунды в год, при такой скорости потребуется 360000 земных лет на полный круг).
Наклон оси вращения Земли — угол между плоскостями экватора небесного тела и его орбиты — равен 23,44°.

## История исследований

### Открытие наличия орбиты
Значительная часть учёных древности придерживалась геоцентрической системы мира, то есть считала, что Земля есть центр Вселенной, вокруг которого обращаются все небесные тела.
Впервые идею о том, что Земля вращается по орбите вокруг Солнца, так называемый гелиоцентризм, высказал древнегреческий астроном Аристарх Самосский в III в. до н. э. Он допустил, что Луна не светит самостоятельно, а всего лишь отражает свет Солнца. Наблюдая лунное затмение, пришёл к выводу, что диаметр Солнца больше чем диаметр Земли в двадцать раз (на самом деле в 109 раз). Получив такое соотношение размеров, он решил, что большее Солнце не должно вращаться вокруг меньшей Земли.
Идея гелиоцентризма, высказанная им в работе «О величинах и расстояниях Солнца и Луны», не получила распространения. Одним из контраргументов времён античности было отсутствие параллакса звёзд. Ведь если Земля вращается вокруг такого далёкого Солнца, то углы между звёздами должны значительно смещаться в зависимости от места наблюдателя на орбите. Также теория гелиоцентризма не могла предвидеть точное движение планет. Считалось, что все орбиты имеют форму круга, а это противоречило наблюдениям. В теории геоцентризма подобную проблему решали сферами, которые движутся вокруг сфер (подробности в статье Эпицикл). На протяжении тысячелетий эти аргументы и авторитет Птолемея, Платона и Аристотеля не давал развиться идее гелиоцентризма.
Этот же аргумент приводили и во времена Коперника. Благодаря его работе «О вращении небесных тел» (лат. De revolutionibus orbium coelestium), изданной в 1534 году, теория гелиоцентризма воскресла. В астрономии начала укореняться мысль о наличии орбиты у Земли.

## Следствие перемещения Земли вокруг Солнца
В нынешнюю эпоху ось суточного вращения Земли располагается под углом около 66,5° к плоскости её орбиты и сохраняет своё направление благодаря гироскопическому эффекту. В сочетании с орбитальным движением Земли это приводит к изменениям соотношения дня и ночи и чередованию времён года.